# شیلد
شهر شیلد (به فرانسوی: Schilde) در شهرستان آنتوئر در استان آنتوئر در منطقه فلاندری در کشور بلژیک واقع شده‌است.